# 雇用均等・児童家庭局
雇用均等・児童家庭局（こようきんとう・じどうかていきょく）は、かつて厚生労働省の内部部局の一つで、所掌事務は児童福祉、子育て支援、保育行政、男女雇用機会均等政策など所轄していた。2001年1月6日の中央省庁再編に伴い、厚生省児童家庭局と労働省女性局が統合されたことにより発足。労働基準法上の「女性主管局」に該当していた。
2017年7月11日付けの組織改正により、働き方改革を進める雇用環境・均等局と子育て支援を担う子ども家庭局に分割され、同局は廃止された。

## 所掌事務
※　廃止時点におけるものである。
1. 雇用の分野における男女の均等な機会及び待遇の確保に関すること。
2. 職場における性的な言動に起因する問題に関すること。
3. 育児又は家族介護を行う労働者の福祉の増進その他の労働者の家族問題に関すること。
4. 短時間労働者の福祉の増進に関すること。
5. 家内労働者の福祉の増進に関すること（労働基準局の所掌に属するものを除く。）。
6. 家族労働問題及び家事使用人に関すること。
7. 女性労働者に特殊な労働条件に関すること（労働基準監督官の行う監督に関することを除く。）。
8. 女性労働者の特性に係る労働問題に関すること。
9. 労働に関する女性の地位の向上その他労働に関する女性問題に関すること。
10. 厚生労働省の所掌に係る男女共同参画社会の形成の促進に関する連絡調整に関すること。
11. 児童の福祉に関する基本的な政策の企画及び立案並びに推進に関すること。
12. 児童の心身の育成及び発達に関すること（社会・援護局の所掌に属するものを除く。）。
13. 児童の保育及び養護その他児童の保護及び虐待の防止に関すること（障害者の保護に関することを除く。）。
14. 児童の福祉のための文化の向上に関すること。
15. 児童手当に関すること（年金局の所掌に属するものを除く。）。
16. 年金特別会計の児童手当勘定の経理に関すること。
17. 年金特別会計の児童手当勘定に属する国有財産の管理及び処分並びに物品の管理に関すること。
18. 第十二号から前号までに掲げるもののほか、児童、児童のある家庭及び妊産婦その他母性の福祉の増進に関すること（社会・援護局の所掌に属するものを除く。）。
19. 福祉に欠ける母子及び父子並びに寡婦の福祉の増進に関すること。
20. 児童の保健の向上に関すること。
21. 妊産婦その他母性の保健の向上に関すること。
22. 児童及び妊産婦の栄養の改善並びに治療方法が確立していない疾病その他の特殊な疾病の予防及び治療に関すること。
23. 児童の福祉並びに母子及び父子並びに寡婦の福祉に関する事業の発達、改善及び調整に関すること（障害者の福祉に関すること並びに社会福祉法第56条第1項の規定による報告の徴収及び検査に関することを除く。）。
24. 売春防止法第34条第2項 に規定する要保護女子の保護更生に関すること。
25. 配偶者からの暴力の防止及び被害者の保護等に関する法律 （平成十三年法律第三十一号）の規定による被害者の保護に関すること（婦人相談所、婦人相談員及び婦人保護施設の行うものに限る。）。

## 主な所管法令
※　廃止時点におけるものである。
- 児童福祉法
- 次世代育成支援対策推進法
- 就学前の子どもに関する教育、保育等の総合的な提供の推進に関する法律
- 幼保連携型認定こども園の学級の編制、職員、設備及び運営に関する基準
- 幼保連携型認定こども園教育・保育要領
- 雇用の分野における男女の均等な機会及び待遇の確保等に関する法律
- 育児休業、介護休業等育児又は家族介護を行う労働者の福祉に関する法律
- 短時間労働者の雇用管理の改善等に関する法律
- 家内労働法
- 児童虐待の防止等に関する法律
- 母子及び父子並びに寡婦福祉法
- 母子家庭の母及び父子家庭の父の就業の支援に関する特別措置法
- 児童扶養手当法
- 平成十六年度における児童扶養手当法による手当の額等の改定の特例に関する法律
- 児童扶養手当法による児童扶養手当の額等の改定の特例に関する法律
- 児童手当法
- 平成二十二年度等における子ども手当の支給に関する法律
- 平成二十三年度における子ども手当の支給等に関する特別措置法
- こどもの国協会の解散及び事業の承継に関する法律
- 母子保健法
- 母体保護法
- 子ども・子育て支援法
- 子どもの貧困対策の推進に関する法律

## 組織
※　廃止時点におけるものである。
- 総務課
  - 少子化対策企画室
  - 虐待防止対策室
- 雇用機会均等政策課
  - 均等業務指導室
- 職業家庭両立課
  - 育児・介護休業推進室
- 短時間・在宅労働課
- 家庭福祉課
- 育児環境課
  - 児童手当管理室
- 保育課
- 母子保健課